# Puntate di Techetechete' (tredicesima stagione)
La tredicesima stagione del programma televisivo italiano di videoframmenti Techetechete', composta da 82 puntate,  è andata in onda in access prime time su Rai 1 dal 7 giugno al 7 settembre 2023.

## Caratteristiche
L'edizione si caratterizza per gli omaggi dedicati a singoli personaggi dello spettacolo, come Pippo Baudo, Gino Landi, Anna Magnani, Mariangela Melato, Sergio Endrigo, Alberto Sordi e Lelio Luttazzi, oltre a programmi e telefilm che hanno fatto la storia della televisione (ad esempio le diverse edizioni televisive de I promessi sposi del 1967, del 1989 e la parodia del 1990 in occasione del 150º anniversario della scomparsa di Alessandro Manzoni). Inizialmente programmate per il 4 giugno e successivamente per il 22 luglio 2023, avrà sei puntate speciali alla prima serata del venerdì, dal titolo Techetecheshow, condotte da Flavio Insinna dal 25 agosto 2023 dedicate a Gianni Morandi, Claudio Baglioni, Fiorello, Raffaella Carrà, Gigi Proietti e Lucio Battisti. Tre puntate sono state inserite nel palinsesto estivo, le altre sono previste nella programmazione invernale.
Altre puntate sono incentrate su temi e parole chiave, mentre quelle del sabato nella normale programmazione saranno dedicate ai cantanti, ai cantautori e alla storia dello Zecchino d'Oro. Gli autori del programma sono undici: Massimiliano Canè, Emilio Levi, Luca Rea, Giulio Calcinari, Ermanno Labianca, Francesco Valitutti, Claudia Di Giuseppe, Francesca Di Ciccio, Tiziana Torti, Claudia Bonadonna e Chiara Morellato, ai quali si aggiungono Carlo Vani, Roberto Patrone, Carlo Posio e Vito Simone. Dopo la fine della stagione regolare, vengono diffuse su RaiPlay altre 70 puntate speciali dedicate ai 70 anni della televisione italiana, che si sono celebrati il 3 gennaio 2024, intitolate 70x70 - Lo sapevate che..., con la regia di Luca Rea e la conduzione di Francesca Barolini, dedicate a curiosi aneddoti legati al piccolo schermo.
La sigla è rimasta invariata rispetto alla stagione precedente.

## Puntate
| N.            | Messa in onda | Titolo                                | Note | Autore                     | Telespettatori | Share  | Fonte    |
| ------------- | ------------- | ------------------------------------- | --- | -------------------------- | -------------- | ------ | -------- |
| 1             | 7 giugno      | Pippo Birthday To You                 | Puntata dedicata a Pippo Baudo in occasione del suo 87º compleanno                                                                  | Massimiliano Canè          | 2 996 000      | 15,07% | [ F 1 ]  |
| 2             | 8 giugno      | Cantare a colori                      | Puntata dedicata al colore nelle canzoni                                                                                            | Giulio Calcinari           | 3 259 000      | 17,22% | [ F 2 ]  |
| 3             | 9 giugno      | Zecchini e canzoni                    | Puntata dedicata alle canzoni dello Zecchino d'Oro                                                                                  | Luca Rea                   | 3 152 000      | 17,73% | [ F 3 ]  |
| 4             | 10 giugno     | Tozzi-Raf: gemelli diversi            | Puntata dedicata a Umberto Tozzi e Raf                                                                                              | Ermanno Labianca           | 2 279 000      | 12,05% | [ F 4 ]  |
| 5             | 11 giugno     | Le 4 stagioni musicali                | Puntata dedicata alla primavera, estate, autunno e inverno citate nelle canzoni                                                     | Massimiliano Canè          | 3 182 000      | 18,92% | [ F 5 ]  |
| 6             | 17 giugno     | Mitica Raffaella                      | Puntata dedicata a Raffaella Carrà                                                                                                  | Massimiliano Canè          | 2 862 000      | 20,15% | [ F 6 ]  |
| 7             | 19 giugno     | Sì, viaggiare                         | Puntata dedicata al viaggio nelle canzoni e negli sketch comici                                                                     | Giulio Calcinari           | 2 890 000      | 16,18% | [ F 7 ]  |
| 8             | 20 giugno     | Saper cantare                         | Puntata dedicata alle grandi voci della musica leggera italiana                                                                     | Emilio Levi                | 2 848 000      | 16,20% | [ F 8 ]  |
| 9             | 21 giugno     | Arriva l'estate                       | Puntata dedicata alle vacanze estive nelle canzoni e negli sketch comici                                                            | Giulio Calcinari           | 2 862 000      | 16,80% | [ F 9 ]  |
| 10            | 23 giugno     | Sanremo 3.0 - I giovani leoni         | Puntata dedicata ai giovani artisti del Festival di Sanremo                                                                         | Emilio Levi                | 2 427 000      | 15,39% | [ F 10 ] |
| –             | 24 giugno     | Renzo Arbore - L'inimitabile          | Puntata dedicata a Renzo Arbore in occasione del suo 86º compleanno                                                                 | Giulio Calcinari           | 399 000        | 11,75% | [ F 11 ] |
| 11            | 25 giugno     | E cantava le canzoni                  | Puntata dedicata a Rino Gaetano | Luca Rea                   | 2 516 000      | 16,88% | [ F 12 ] |
| 12            | 26 giugno     | I promessi sposi                      | Puntata dedicata alle versioni televisive de I promessi sposi, in occasione del 150º anniversario della morte di Alessandro Manzoni | Giulio Calcinari           | 2 642 000      | 14,83% | [ F 13 ] |
| 13            | 27 giugno     | Canzone per Endrigo                   | Puntata dedicata a Sergio Endrigo                                                                                                   | Ermanno Labianca           | 2 760 000      | 16,38% | [ F 14 ] |
| 14            | 29 giugno     | Cantando cantando anni '70            | Puntata dedicata ai successi musicali degli anni '70                                                                                | Francesco Valitutti        | 3 161 000      | 19,27% | [ F 15 ] |
| 15            | 30 giugno     | The Power of Romina                   | Puntata dedicata a Romina Power | Massimiliano Canè          | 2 835 000      | 17,80% | [ F 16 ] |
| 16            | 1º luglio     | Cantagirando                          | Puntata dedicata al Cantagiro | Luca Rea                   | 2 856 000      | 20,63% | [ F 17 ] |
| 17            | 2 luglio      | Domenica in Parade                    | Puntata dedicata alla storia di Domenica in                                                                                         | Luca Rea                   | 2 756 000      | 19,04% | [ F 18 ] |
| 18            | 3 luglio      | Ivan il chitarrista                   | Puntata dedicata a Ivan Graziani | Luca Rea                   | 2 475 000      | 14,40% | [ F 19 ] |
| 19            | 4 luglio      | Cantando cantando anni '60            | Puntata dedicata ai successi musicali degli anni '60                                                                                | Francesco Valitutti        | 3 233 000      | 19,11% | [ F 20 ] |
| 20            | 5 luglio      | Raffaella, amore mio                  | Puntata dedicata a Raffaella Carrà a due anni dalla scomparsa                                                                       | Salvo Guercio              | 2 659 000      | 16,19% | [ F 21 ] |
| 21            | 6 luglio      | Toto Cutugno emozioni italiane        | Puntata dedicata a Toto Cutugno in occasione del suo 80º compleanno                                                                 | Giulio Calcinari           | 2 864 000      | 17,62% | [ F 22 ] |
| 22            | 7 luglio      | La La Landi                           | Puntata dedicata a Gino Landi | Giulio Calcinari           | 2 490 000      | 16,88% | [ F 23 ] |
| 23            | 8 luglio      | Cantando cantando anni '80            | Puntata dedicata ai successi musicali degli anni '80                                                                                | Francesco Valitutti        | 2 643 000      | 20,56% | [ F 24 ] |
| 24            | 9 luglio      | La vita è tutta un quiz...            | Puntata dedicata ai quiz e game show televisivi                                                                                     | Ermanno Labianca, Luca Rea | 2 562 000      | 18,47% | [ F 25 ] |
| 25            | 10 luglio     | Sono Vecchioni scrivo canzoni         | Puntata dedicata a Roberto Vecchioni in occasione del suo 80º compleanno                                                            | Giulio Calcinari           | 2 775 000      | 16,54% | [ F 26 ] |
| 26            | 11 luglio     | Ammore e Napoli                       | Puntata dedicata a Napoli | Ermanno Labianca           | 2 781 000      | 17,50% | [ F 27 ] |
| 27            | 12 luglio     | Squilla il telefono                   | Puntata dedicata al telefono nelle canzoni e negli sketch comici                                                                    | Giulio Calcinari           | 2 659 000      | 17,73% | [ F 28 ] |
| 28            | 13 luglio     | Un bacio a mezzanotte                 | Puntata dedicata al Quartetto Cetra                                                                                                 | Chiara Morellato           | 2 344 000      | 15,39% | [ F 29 ] |
| 29            | 14 luglio     | Cantando cantando anni '90            | Puntata dedicata ai successi musicali degli anni '90                                                                                | Francesco Valitutti        | 2 714 000      | 19,11% | [ F 30 ] |
| 30            | 15 luglio     | Dalida in paradisco                   | Puntata dedicata a Dalida | Massimiliano Canè          | 2 377 000      | 19,70% | [ F 31 ] |
| 31            | 16 luglio     | Adriano sei forte                     | Puntata dedicata ad Adriano Celentano                                                                                               | Roberto Patrone            | 2 853 000      | 20,98% | [ F 32 ] |
| 32            | 17 luglio     | 60 anni di canzoni d'amore            | Puntata dedicata alle canzoni d'amore                                                                                               | Emilio Levi, Carlo Vani    | 3 019 000      | 18,97% | [ F 33 ] |
| 33            | 18 luglio     | Passi falsi                           | Puntata dedicata ai balletti e coreografie televisive ironiche                                                                      | Claudia Bonadonna          | 2 796 000      | 18,48% | [ F 34 ] |
| 34            | 19 luglio     | Radio mon amour                       | Puntata dedicata alla radio | Claudia Di Giuseppe        | 2 750 000      | 18,81% | [ F 35 ] |
| 35            | 20 luglio     | Sanremo Pop                           | Puntata dedicata ai successi di classifica del Festival di Sanremo                                                                  | Carlo Vani                 | 2 977 000      | 19,80% | [ F 36 ] |
| 36            | 21 luglio     | Cantando le numero 1                  | Puntata dedicata ai brani arrivati primi in classifica                                                                              | Francesco Valitutti        | 3 010 000      | 20,97% | [ F 37 ] |
| 37            | 22 luglio     | Cantantesse                           | Puntata dedicata alle cantautrici italiane                                                                                          | Ermanno Labianca           | 2 417 000      | 20,36% | [ F 38 ] |
| 38            | 23 luglio     | Anna e Gabriella "Mamme Roma"         | Puntata dedicata ad Anna Magnani e Gabriella Ferri                                                                                  | Massimiliano Canè          | 2 675 000      | 20,05% | [ F 39 ] |
| 39            | 24 luglio     | Discoring parade                      | Puntata dedicata alla trasmissione Discoring                                                                                        | Luca Rea                   | 3 122 000      | 19,15% | [ F 40 ] |
| 40            | 25 luglio     | Diamo i numeri                        | Puntata dedicata ai numeri citati nelle canzoni                                                                                     | Claudia Di Giuseppe        | 2 873 000      | 18,26% | [ F 41 ] |
| 41            | 26 luglio     | Sanremo indie                         | Puntata dedicata alla musica alternativa al Festival di Sanremo                                                                     | Carlo Vani                 | 2 867 000      | 18,72% | [ F 42 ] |
| 42            | 27 luglio     | 1973: cinquanta estati fa             | Puntata dedicata ai successi musicali dell'estate del 1973                                                                          | Chiara Morellato           | 3 005 000      | 19,64% | [ F 43 ] |
| 43            | 28 luglio     | Lucio Dalla hits                      | Puntata dedicata a Lucio Dalla in occasione dell'80º anniversario della nascita                                                     | Roberto Patrone            | 2 828 000      | 19,41% | [ F 44 ] |
| 44            | 29 luglio     | Pravo e Oxa dive allo specchio        | Puntata dedicata a Patty Pravo ed Anna Oxa                                                                                          | Massimiliano Canè          | 2 657 000      | 20,87% | [ F 45 ] |
| 45            | 30 luglio     | Ci vorrebbe un amico                  | Puntata dedicata all'amicizia nelle canzoni e negli sketch comici                                                                   | Massimiliano Canè          | 2 559 000      | 19,06% | [ F 46 ] |
| 46            | 31 luglio     | Canto matto                           | Puntata dedicata alle canzoni ironiche                                                                                              | Francesca Di Ciccio        | 2 892 000      | 17,73% | [ F 47 ] |
| 47            | 1º agosto     | Vai col liscio                        | Puntata dedicata al liscio | Carlo Posio                | 2 707 000      | 17,36% | [ F 48 ] |
| 48            | 2 agosto      | Vero falso imitazioni in musica       | Puntata dedicata alle imitazioni dei cantanti                                                                                       | Claudia Bonadonna          | 2 838 000      | 18,90% | [ F 49 ] |
| 49            | 3 agosto      | Le band: ieri e oggi                  | Puntata dedicata ai gruppi musicali                                                                                                 | Ermanno Labianca           | 2 960 000      | 19,42% | [ F 50 ] |
| 50            | 4 agosto      | Cantando '70 bis                      | Seconda puntata dedicata ai successi musicali degli anni '70                                                                        | Francesco Valitutti        | 2 948 000      | 19,05% | [ F 51 ] |
| 51            | 5 agosto      | Musicarelli che passione!             | Puntata dedicata ai musicarelli | Vito Simone                | 2 790 000      | 20,36% | [ F 52 ] |
| 52            | 6 agosto      | Go Johnny go!                         | Puntata dedicata a Johnny Dorelli                                                                                                   | Ermanno Labianca           | 2 717 000      | 19,28% | [ F 53 ] |
| 53            | 7 agosto      | Ecoteche                              | Puntata dedicata all'ecologia | Francesca Di Ciccio        | 3 012 000      | 18,92% | [ F 54 ] |
| 54            | 8 agosto      | Vacanze italiane                      | Puntata dedicata alle ferie d'agosto nelle canzoni e negli sketch comici                                                            | Giulio Calcinari           | 2 959 000      | 18,77% | [ F 55 ] |
| 55            | 9 agosto      | 60 anni di Nomadi                     | Puntata dedicata ai Nomadi | Massimiliano Canè          | 2 872 000      | 19,50% | [ F 56 ] |
| 56            | 10 agosto     | Estate, amore e...                    | Puntata dedicata agli amori estivi nelle canzoni e negli sketch comici                                                              | Tiziana Torti              | 2 889 000      | 20,39% | [ F 57 ] |
| 57            | 11 agosto     | Ricchi e Poveri                       | Puntata dedicata ai Ricchi e Poveri                                                                                                 | Emilio Levi                | 2 887 000      | 20,48% | [ F 58 ] |
| 58            | 12 agosto     | Discoring parade 2                    | Seconda puntata dedicata alla trasmissione Discoring                                                                                | Luca Rea                   | 2 478 000      | 20,23% | [ F 59 ] |
| 59            | 13 agosto     | Ron settanta                          | Puntata dedicata a Ron in occasione del suo 70º compleanno                                                                          | Ermanno Labianca           | 2 263 000      | 18,11% | [ F 60 ] |
| 60            | 14 agosto     | MotorTeche                            | Puntata dedicata alla motorizzazione nelle canzoni e negli sketch comici                                                            | Francesca Di Ciccio        | 2 520 000      | 19,00% | [ F 61 ] |
| 61            | 15 agosto     | Cantando ballando                     | Puntata dedicata ai successi musicali ballabili                                                                                     | Francesco Valitutti        | 2 576 000      | 21,03% | [ F 62 ] |
| 62            | 16 agosto     | Mastelloni, il volto, la maschera     | Puntata dedicata a Leopoldo Mastelloni                                                                                              | Massimiliano Canè          | 2 297 000      | 16,30% | [ F 63 ] |
| 63            | 17 agosto     | Mogol pensieri e parole               | Puntata dedicata a Mogol in occasione del suo 87º compleanno                                                                        | Ermanno Labianca           | 3 178 000      | 22,30% | [ F 64 ] |
| 64            | 18 agosto     | "Dedicato" a Loredana                 | Puntata dedicata a Loredana Bertè                                                                                                   | Luca Rea, Ermanno Labianca | 2 687 000      | 19,05% | [ F 65 ] |
| 65            | 19 agosto     | Cantantesse... Bis                    | Seconda puntata dedicata alle cantautrici italiane                                                                                  | Ermanno Labianca           | 2 146 000      | 16,50% | [ F 66 ] |
| –             | 20 agosto     | La Venere di Subiaco                  | Puntata dedicata a Gina Lollobrigida                                                                                                | Massimiliano Canè          | 747 000        | 7,72%  | [ F 67 ] |
| 66            | 20 agosto     | Spupazzami                            | Puntata dedicata ai pupazzi in televisione                                                                                          | Claudia Di Giuseppe        | 2 389 000      | 17,52% | [ F 67 ] |
| 67            | 21 agosto     | Modugno piccole storie grandi canzoni | Puntata dedicata a Domenico Modugno                                                                                                 | Vito Simone                | 2 774 000      | 18,26% | [ F 68 ] |
| 68            | 22 agosto     | Ciao Toto                             | Puntata dedicata a Toto Cutugno in seguito alla sua scomparsa                                                                       | Giulio Calcinari           | 3 076 000      | 19,76% | [ F 69 ] |
| 69            | 23 agosto     | Mango per riaverti pagherei           | Puntata dedicata a Mango | Massimiliano Canè          | 3 036 000      | 19,63% | [ F 70 ] |
| 70            | 24 agosto     | Cantando '80 bis                      | Seconda puntata dedicata ai successi musicali degli anni '80                                                                        | Francesco Valitutti        | 2 786 000      | 18,29% | [ F 71 ] |
| 71            | 26 agosto     | Mistero e sortilegio                  | Puntata dedicata alla magia e all'occulto in televisione                                                                            | Claudia Bonadonna          | 1 846 000      | 13,46% | [ F 72 ] |
| 72            | 27 agosto     | M M, Mariangela Melato                | Puntata dedicata a Mariangela Melato                                                                                                | Giulio Calcinari           | 2 191 000      | 14,57% | [ F 73 ] |
| 73            | 28 agosto     | Oggi sposi                            | Puntata dedicata al matrimonio in televisione                                                                                       | Tiziana Torti              | 3 550 000      | 19,68% | [ F 74 ] |
| 74            | 29 agosto     | 60 anni di canzoni d'amore bis        | Seconda puntata dedicata alle canzoni d'amore                                                                                       | Emilio Levi                | 3 332 000      | 18,15% | [ F 75 ] |
| 75            | 30 agosto     | La prima Raffaella                    | Puntata dedicata ai primi anni televisivi di Raffaella Carrà                                                                        | Emilio Levi                | 3 362 000      | 19,09% | [ F 76 ] |
| 76            | 31 agosto     | Palco e vinile                        | Puntata dedicata agli artisti musicali dell'era del disco in vinile e dei palcoscenici televisivi                                   | Roberto Patrone            | 3 027 000      | 17,20% | [ F 77 ] |
| 77            | 2 settembre   | Muoviti muoviti!                      | Puntata dedicata allo sport e alla trasgressione nelle canzoni e negli sketch comici                                                | Claudia Di Giuseppe        | 2 576 000      | 18,85% | [ F 78 ] |
| 78            | 3 settembre   | Lelio Luttazzi l'arte dell'eleganza   | Puntata dedicata a Lelio Luttazzi in occasione del centenario della nascita                                                         | Emilio Levi                | 2 519 000      | 15,93% | [ F 79 ] |
| 79            | 4 settembre   | Tanto pe' canta'                      | Puntata dedicata alla canzone e ai cantautori romani                                                                                | Carlo Vani                 | 3 430 000      | 18,12% | [ F 80 ] |
| 80            | 5 settembre   | Tele ricordi                          | Puntata dedicata alle canzoni senza tempo                                                                                           | Emilio Levi                | 3 685 000      | 19,82% | [ F 81 ] |
| 81            | 6 settembre   | Gli irriverenti                       | Puntata dedicata alla comicità irriverente in televisione                                                                           | Tiziana Torti              | 3 279 000      | 17,77% | [ F 82 ] |
| 82            | 7 settembre   | La voce delle stelle                  | Puntata dedicata ai cantanti scomparsi, con un omaggio a Peppino Gagliardi                                                          | Massimiliano Canè          | 3 538 000      | 19,65% | [ F 83 ] |
| Media Auditel | Media Auditel | Media Auditel                         | Media Auditel | Media Auditel              | 2 538 000      | 18,70% |          |

## Credit tecnico
- Produttore: Direzione prime Time- Raiuno
- Produttore esecutivo: Paola Maggioli
- Curatore: Paola Pardo
- Autori: Massimiliano Canè, Emilio Levi, Luca Rea, Giulio Calcinari, Ermanno Labianca, Francesco Valitutti, Claudia Di Giuseppe, Francesca Di Ciccio, Tiziana Torti, Claudia Bonadonna, Chiara Morellato, Carlo Vani, Roberto Patrone, Vito Simone
- Montaggio: Massimo Capobianco, Marta Agneni, Loriana Lucarini, Umberto Marinacci, Roberto Paoletti, Marco Spinnato, Yael Leibel, Samuele Maria Gambino, Francesca Pasqua, Rossella Cipolla, Patrizia Pellegrini, Simone Olivi
- Progetto grafico: Bruno Bucci
- Ricerche immagini: Angelina Laviano, Martina Raglio, Chiara Ragosta, Michela Tirelli, Carlo Vani

### Annotazioni
1. ↑  Puntata andata in onda in terza serata, all'1:00 di notte, dopo il concerto Italia Loves Romagna, non conteggiata tra quelle ufficiali in access prime time. Replica della puntata andata in onda il 24 giugno 2022.
2. ↑  Replica rieditata della puntata andata in onda il 1º agosto 2021.
3. ↑  Replica rieditata della puntata andata in onda il 24 agosto 2020.
4. ↑  Replica della puntata andata in onda il 5 luglio 2022.
5. ↑  Replica rieditata della puntata andata in onda il 31 luglio 2021.
6. ↑  Replica rieditata della puntata andata in onda il 3 settembre 2021.
7. ↑  Replica rieditata della puntata andata in onda il 22 giugno 2022.
8. ↑  Puntata della durata di 30 minuti.
9. ↑  Replica rieditata della puntata andata in onda il 22 ottobre 2022.
10. ↑  Puntata andata in onda in daytime, alle 15:40, dopo il film Pane, amore e fantasia, non conteggiata tra quelle ufficiali in access prime time. Replica rieditata della puntata andata in onda il 20 gennaio 2023.
11. ↑  Replica della puntata andata in onda il 6 luglio 2023.

### Riferimenti
1. ↑   Raffaele Di Santo, Techetechete' 2023, quando inizia e chi conduce le puntate speciali su Rai 1, su ApMagazine.it, 30 maggio 2023.
2. ↑   Ruben Trasatti, Palinsesti Rai Estate 2023: quando partono serie e show, su Telenauta.it, 1º maggio 2023. URL consultato il 18 maggio 2023.
3. ↑   Letizia Bonardi, Rai, quando vanno in vacanza i programmi più amati (incombe Techetechetè), su Libero.it, 12 maggio 2023. URL consultato il 17 maggio 2023.
4. ↑   Massimo Galanto, Techetechete', su Rai1 in arrivo sei speciali di prima serata con Flavio Insinna?, su TvBlog.it, 21 marzo 2023. URL consultato il 4 aprile 2023.
5. ↑   Flavio Insinna, dal 22 luglio torno su Rai1 con le Teche show - Sei puntate monografiche, la prima dedicata a Gianni Morandi, su Ansa.it, 12 giugno 2023. URL consultato il 7 luglio 2023.
6. ↑   Fabio Fabbretti, Palinsesti Rai 1, estate 2023 – C’è l’omaggio alla Carrà, Techetechetè guadagna anche la prima serata, al posto di Piero Angela c’è Alberto, su DavideMaggio.it, 25 aprile 2023. URL consultato il 20 maggio 2023.
7. ↑   Techetechete' speciali sui grandi della Tv con Flavio Insinna su Rai1, chi e quando, su TvBlog.it, 2 maggio 2023. URL consultato il 9 maggio 2023.
8. ↑   Techetecheshow su Rai Uno dal 25 agosto con Gianni Morandi, Claudio Baglioni e Fiorello, su Doremifasol.org, 24 luglio 2023. URL consultato il 25 Luglio 2023.
9. ↑   Roberto Mallò, Techetecheté riparte da Pippo Baudo e sbarca in prima serata con Flavio Insinna, su DavideMaggio.it, 30 maggio 2023. URL consultato il 1º giugno 2023.
10. ↑   Torna "Techetechetè", con gli auguri a Pippo Baudo - Una nuova stagione di omaggi al big dello spettacolo, su Rai Ufficio Stampa, 7 giugno 2023.
11. ↑   Barbara Mosconi, "Techetechete'", ci siamo: riparte lo show dei ricordi, su Sorrisi e Canzoni TV, 7 giugno 2023.
12. ↑   Original RaiPlay - 70x70 Lo sapevate che..., su RaiPlay.

### Fonte Ascolti
1. ↑   Ascolti TV | Mercoledì 7 Giugno 2023, su TvBlog. URL consultato l'8 Giugno 2023.
2. ↑   Ascolti TV | Giovedì 8 Giugno 2023, su TvBlog. URL consultato il 9 Giugno 2023.
3. ↑   Ascolti TV | Venerdì 9 Giugno 2023, su TvBlog. URL consultato il 10 Giugno 2023.
4. ↑   Ascolti TV | Sabato 10 Giugno 2023, su TvBlog. URL consultato l'11 Giugno 2023.
5. ↑   Ascolti TV | Domenica 11 Giugno 2023, su TvBlog. URL consultato il 12 Giugno 2023.
6. ↑   Ascolti TV | Sabato 17 Giugno 2023, su TvBlog. URL consultato il 18 Giugno 2023.
7. ↑   Ascolti TV | Lunedì 19 Giugno 2023, su TvBlog. URL consultato il 20 Giugno 2023.
8. ↑   Ascolti TV | Martedì 20 Giugno 2023, su TvBlog. URL consultato il 21 Giugno 2023.
9. ↑   Ascolti TV | Mercoledì 21 Giugno 2023, su TvBlog. URL consultato il 22 Giugno 2023.
10. ↑   Ascolti TV | Venerdì 23 Giugno 2023, su TvBlog. URL consultato il 24 Giugno 2023.
11. ↑   Ascolti TV | Sabato 24 Giugno 2023, su TvBlog. URL consultato il 25 Giugno 2023.
12. ↑   Ascolti TV | Domenica 25 Giugno 2023, su TvBlog. URL consultato il 26 Giugno 2023.
13. ↑   Ascolti TV | Lunedì 26 Giugno 2023, su TvBlog. URL consultato il 27 Giugno 2023.
14. ↑   Ascolti TV | Martedì 27 Giugno 2023, su TvBlog. URL consultato il 28 Giugno 2023.
15. ↑   Ascolti TV | Giovedì 29 Giugno 2023, su TvBlog. URL consultato il 30 Giugno 2023.
16. ↑   Ascolti TV | Venerdì 30 Giugno 2023, su TvBlog. URL consultato il 1º Luglio 2023.
17. ↑   Ascolti TV | Sabato 1º Luglio 2023, su TvBlog. URL consultato il 2 Luglio 2023.
18. ↑   Ascolti TV | Domenica 2 Luglio 2023, su TvBlog. URL consultato il 3 Luglio 2023.
19. ↑   Ascolti TV | Lunedì 3 Luglio 2023, su TvBlog. URL consultato il 4 Luglio 2023.
20. ↑   Ascolti TV | Martedì 4 Luglio 2023, su TvBlog. URL consultato il 5 Luglio 2023.
21. ↑   Ascolti TV | Mercoledì 5 Luglio 2023, su TvBlog. URL consultato il 6 Luglio 2023.
22. ↑   Ascolti TV | Giovedì 6 Luglio 2023, su TvBlog. URL consultato il 7 Luglio 2023.
23. ↑   Ascolti TV | Venerdì 7 Luglio 2023, su TvBlog. URL consultato l'8 Luglio 2023.
24. ↑   Ascolti TV | Sabato 8 Luglio 2023, su TvBlog. URL consultato il 9 Luglio 2023.
25. ↑   Ascolti TV | Domenica 9 Luglio 2023, su TvBlog. URL consultato il 10 Luglio 2023.
26. ↑   Ascolti TV | Lunedì 10 Luglio 2023, su TvBlog. URL consultato l'11 Luglio 2023.
27. ↑   Ascolti TV | Martedì 11 Luglio 2023, su TvBlog. URL consultato il 12 Luglio 2023.
28. ↑   Ascolti TV | Mercoledì 12 Luglio 2023, su TvBlog. URL consultato il 13 Luglio 2023.
29. ↑   Ascolti TV | Giovedì 13 Luglio 2023, su TvBlog. URL consultato il 14 Luglio 2023.
30. ↑   Ascolti TV | Venerdì 14 Luglio 2023, su TvBlog. URL consultato il 15 Luglio 2023.
31. ↑   Ascolti TV | Sabato 15 Luglio 2023, su TvBlog. URL consultato il 16 Luglio 2023.
32. ↑   Ascolti TV | Domenica 16 Luglio 2023, su TvBlog. URL consultato il 17 Luglio 2023.
33. ↑   Ascolti TV | Lunedì 17 Luglio 2023, su TvBlog. URL consultato il 18 Luglio 2023.
34. ↑   Ascolti TV | Martedì 18 Luglio 2023, su TvBlog. URL consultato il 19 Luglio 2023.
35. ↑   Ascolti TV | Mercoledì 19 Luglio 2023, su TvBlog. URL consultato il 20 Luglio 2023.
36. ↑   Ascolti TV | Giovedì 20 Luglio 2023, su TvBlog. URL consultato il 21 Luglio 2023.
37. ↑   Ascolti TV | Venerdì 21 Luglio 2023, su TvBlog. URL consultato il 22 Luglio 2023.
38. ↑   Ascolti TV | Sabato 22 Luglio 2023, su TvBlog. URL consultato il 23 Luglio 2023.
39. ↑   Ascolti TV | Domenica 23 Luglio 2023, su TvBlog. URL consultato il 24 Luglio 2023.
40. ↑   Ascolti TV | Lunedì 24 Luglio 2023, su TvBlog. URL consultato il 25 Luglio 2023.
41. ↑   Ascolti TV | Martedì 25 Luglio 2023, su TvBlog. URL consultato il 26 Luglio 2023.
42. ↑   Ascolti TV | Mercoledì 26 Luglio 2023, su TvBlog. URL consultato il 27 Luglio 2023.
43. ↑   Ascolti TV | Giovedì 27 Luglio 2023, su TvBlog. URL consultato il 28 Luglio 2023.
44. ↑   Ascolti TV | Venerdì 28 Luglio 2023, su TvBlog. URL consultato il 29 Luglio 2023.
45. ↑   Ascolti TV | Sabato 29 Luglio 2023, su TvBlog. URL consultato il 30 Luglio 2023.
46. ↑   Ascolti TV | Domenica 30 Luglio 2023, su TvBlog. URL consultato il 31 Luglio 2023.
47. ↑   Ascolti TV | Lunedì 31 Luglio 2023, su TvBlog. URL consultato il 1º Agosto 2023.
48. ↑   Ascolti TV | Martedì 1º Agosto 2023, su TvBlog. URL consultato il 2 Agosto 2023.
49. ↑   Ascolti TV | Mercoledì 2 Agosto 2023, su TvBlog. URL consultato il 3 Agosto 2023.
50. ↑   Ascolti TV | Giovedì 3 Agosto 2023, su TvBlog. URL consultato il 4 Agosto 2023.
51. ↑   Ascolti TV | Venerdì 4 Agosto 2023, su TvBlog. URL consultato il 5 Agosto 2023.
52. ↑   Ascolti TV | Sabato 5 Agosto 2023, su TvBlog. URL consultato il 6 Agosto 2023.
53. ↑   Ascolti TV | Domenica 6 Agosto 2023, su TvBlog. URL consultato il 7 Agosto 2023.
54. ↑   Ascolti TV | Lunedì 7 Agosto 2023, su TvBlog. URL consultato l'8 Agosto 2023.
55. ↑   Ascolti TV | Martedì 8 Agosto 2023, su TvBlog. URL consultato il 9 Agosto 2023.
56. ↑   Ascolti TV | Mercoledì 9 Agosto 2023, su TvBlog. URL consultato il 10 Agosto 2023.
57. ↑   Ascolti TV | Giovedì 10 Agosto 2023, su TvBlog. URL consultato l'11 Agosto 2023.
58. ↑   Ascolti TV | Venerdì 11 Agosto 2023, su TvBlog. URL consultato il 12 Agosto 2023.
59. ↑   Ascolti TV | Sabato 12 Agosto 2023, su TvBlog. URL consultato il 13 Agosto 2023.
60. ↑   Ascolti TV | Domenica 13 Agosto 2023, su TvBlog. URL consultato il 14 Agosto 2023.
61. ↑   Ascolti TV | Lunedì 14 Agosto 2023, su TvBlog. URL consultato il 15 Agosto 2023.
62. ↑   Ascolti TV | Martedì 15 Agosto 2023, su TvBlog. URL consultato il 16 Agosto 2023.
63. ↑   Ascolti TV | Mercoledì 16 Agosto 2023, su TvBlog. URL consultato il 17 Agosto 2023.
64. ↑   Ascolti TV | Giovedì 17 Agosto 2023, su TvBlog. URL consultato il 18 Agosto 2023.
65. ↑   Ascolti TV | Venerdì 18 Agosto 2023, su TvBlog. URL consultato il 19 Agosto 2023.
66. ↑   Ascolti TV | Sabato 19 Agosto 2023, su TvBlog. URL consultato il 20 Agosto 2023.
67. ↑   Ascolti TV | Domenica 20 Agosto 2023, su TvBlog. URL consultato il 21 Agosto 2023.
68. ↑   Ascolti TV | Lunedì 21 Agosto 2023, su TvBlog. URL consultato il 22 Agosto 2023.
69. ↑   Ascolti TV | Martedì 22 Agosto 2023, su TvBlog. URL consultato il 23 Agosto 2023.
70. ↑   Ascolti TV | Mercoledì 23 Agosto 2023, su TvBlog. URL consultato il 24 Agosto 2023.
71. ↑   Ascolti TV | Giovedì 24 Agosto 2023, su TvBlog. URL consultato il 25 Agosto 2023.
72. ↑   Ascolti TV | Sabato 26 Agosto 2023, su TvBlog. URL consultato il 27 Agosto 2023.
73. ↑   Ascolti TV | Domenica 27 Agosto 2023, su TvBlog. URL consultato il 28 Agosto 2023.
74. ↑   Ascolti TV | Lunedì 28 Agosto 2023, su TvBlog. URL consultato il 29 Agosto 2023.
75. ↑   Ascolti TV | Martedì 29 Agosto 2023, su TvBlog. URL consultato il 30 Agosto 2023.
76. ↑   Ascolti TV | Mercoledì 30 Agosto 2023, su TvBlog. URL consultato il 31 Agosto 2023.
77. ↑   Ascolti TV | Giovedì 31 Agosto 2023, su TvBlog. URL consultato il 1º Settembre 2023.
78. ↑   Ascolti TV | Sabato 2 Settembre 2023, su TvBlog. URL consultato il 3 Settembre 2023.
79. ↑   Ascolti TV | Domenica 3 Settembre 2023, su TvBlog. URL consultato il 4 Settembre 2023.
80. ↑   Ascolti TV | Lunedì 4 Settembre 2023, su TvBlog. URL consultato il 5 Settembre 2023.
81. ↑   Ascolti TV | Martedì 5 Settembre 2023, su TvBlog. URL consultato il 6 Settembre 2023.
82. ↑   Ascolti TV | Mercoledì 6 Settembre 2023, su TvBlog. URL consultato il 7 Settembre 2023.
83. ↑   Ascolti TV | Giovedì 7 Settembre 2023, su TvBlog. URL consultato l'8 Settembre 2023.